# Maria Teresa d'Àustria (duquessa de Württemberg)
Maria Teresa d'Àustria (Viena, 15 de juliol de 1845 - Tübingen, 8 d'octubre de 1927) fou duquessa de Württemberg, Arxiduquessa d'Àustria i princesa d'Hongria i de Bohèmia amb el doble tractament d'altesa reial i imperial. Membre de la família dels Habsburg, pertanyia a la branca dels ducs de Teschen.
Nascuda a la ciutat de Viena el dia 1845, era filla de l'arxiduc Albert d'Àustria i de la princesa Hildegard de Baviera. Maria Teresa era neta per via paterna de l'arxiduc Carles Lluís d'Àustria i de la princesa Enriqueta de Nassau-Weilburg; mentre que per via materna ho era del rei Lluís I de Baviera i de la princesa Teresa de Saxònia-Hildburghausen.
El dia 18 de gener de 1865 contragué matrimoni a Viena amb el duc Felip de Württemberg, fill del duc Alexandre de Württemberg i de la princesa Maria d'Orleans. La parella tingué cinc fills:
- SAR el duc Albert de Württemberg, nat a Viena el 1865 i mort a Altshausen el 1939. Es casà el 1893 a Viena amb l'arxiduquessa Margarida d'Àustria.
- SAR la princesa Maria Amàlia de Württemberg, nada a Viena el 1865 i morta a Arco el 1883.
- SAR la princesa Maria Isabel de Württemberg, nada a Orth el 1871, i morta a Dresden el 1904. Es casà a Stuttgart el 1894 amb el príncep Joan Jordi de Saxònia.
- SAR el príncep Robert de Württemberg, nat a Merano el 1873 i mort a Altshausen el 1947. Es casà el 1900 a Viena amb l'arxiduquessa Maria Immaculada d'Àustria.
- SAR el príncep Ulric de Württemberg, nat a Gmunden el 1877 i mort a Altshausen el 1944.

Maria Teresa morí el 1927 a l'edat de 82 anys a la localitat alemanya de Tübingen.